# Колінз (склянка)

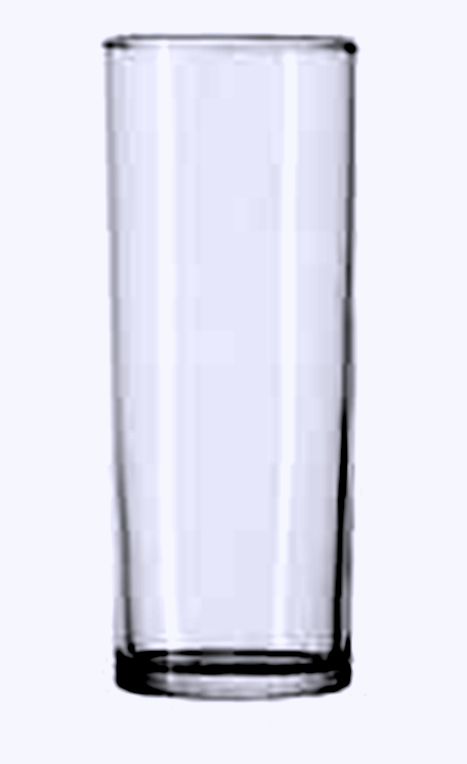
Склянка колінз

Ко́лінз (англ. Collins glass) — склянка циліндричної форми з прямими стінками, використовується для лонгдрінків.
Свою назву цей різновид посуду отримав за назвою коктейлю «Том Коллінз». Вперше склянка такої форми запропонована у 1925 році в Парижі.
Своєю формою склянка мало відрізняється від хайбола, хіба що колінз трохи вищий і вужчий. В якійсь мірі склянка колінз займає середнє місце між хайболом і келихом «Зомбі». Крім того, колінз не має ніжки.
За об'ємом склянка колінз мало відрізняється від хайбола: від 230 до 340 мл. Об'єм: стандарт — 130 мл (4,5 унції).
Склянка колінз дуже популярна в барах та ресторанах як одна з найзручніших для приготування коктейлів: прохолодних і лонгдрінків.